# Lepisanthes amoena
Lepisanthes amoena är en kinesträdsväxtart som först beskrevs av Justus Carl Hasskarl, och fick sitt nu gällande namn av Leenh.. Lepisanthes amoena ingår i släktet Lepisanthes och familjen kinesträdsväxter. Inga underarter finns listade i Catalogue of Life.